# Velbert
Velbert är en stad i den tyska delstaten Nordrhein-Westfalen och ligger mellan de större städerna Essen i norr, Wuppertal i sydost och Düsseldorf i sydväst. Staden har cirka 82 000 invånare, på en yta av 75 kvadratkilometer, och är en del av storstadsområdet Rheinschiene.